# Veendam

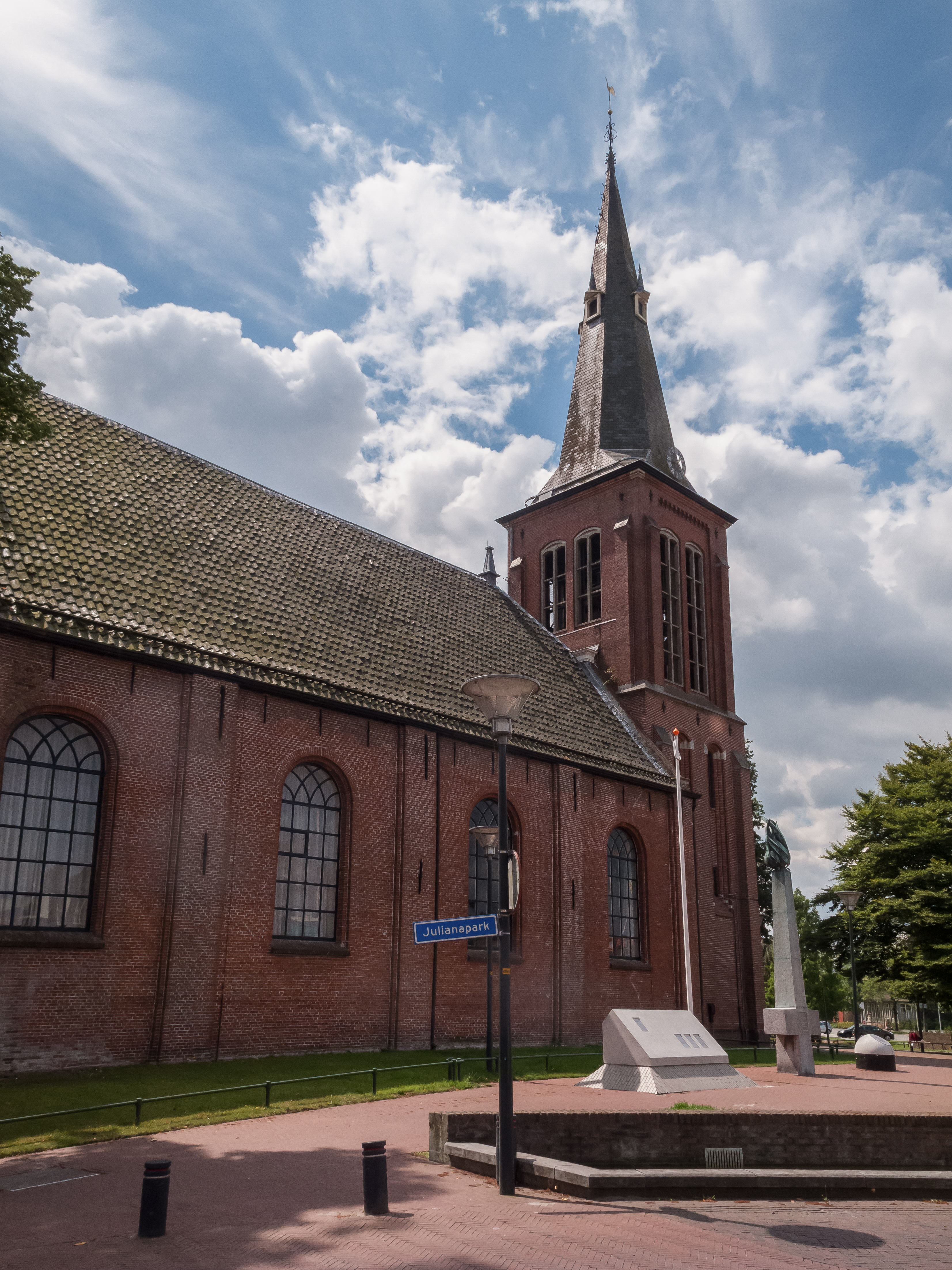
Veendam, église protestante.

Veendam est un village et une commune des Pays-Bas, située dans la province de Groningue. Elle compte environ 28 000 habitants sur une superficie de 79 km2.
La ville est très récente, la majorité fut construite durant la 2e moitié de XXe siècle, quand les habitants des grandes villes migrèrent vers des villes plus tranquilles.
Veendam possédait sa propre gare jusqu'en 1953. Depuis lors, il y a des liaisons par bus à partir de la ville de Groningue.

## Communes limitrophes
| Midden-Groningue       |         |             |
|                        | Veendam | Pekela      |
| Aa en Hunze ( Drenthe) |         | Stadskanaal |

## Sport
- Football : SC Veendam.

## Personnalités
Bert Romp (1958-2018), cavalier, champion olympique de saut d'obstacles par équipe en 1992.

## Lien externe

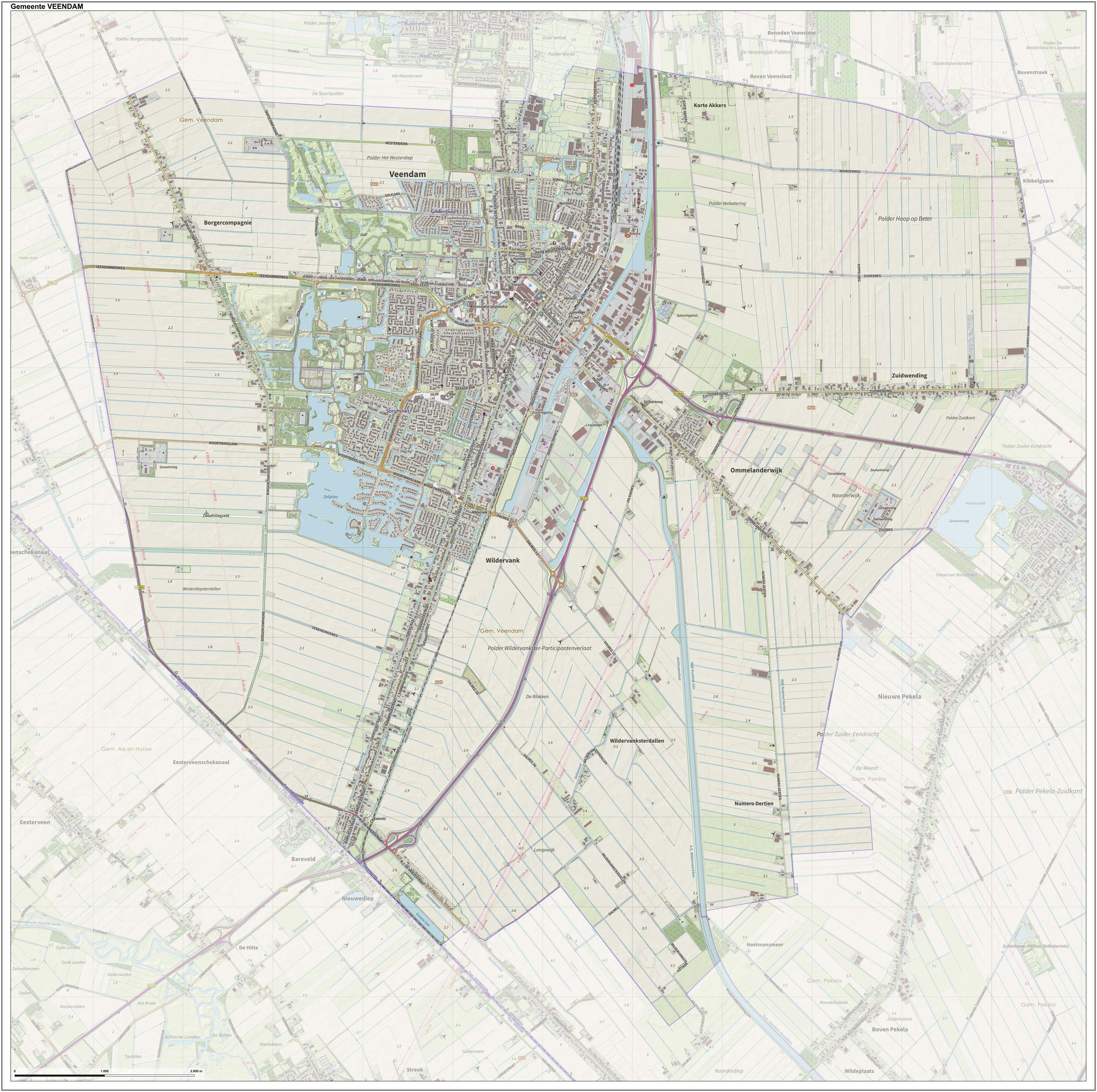
Plan détaillé de la commune de Veendam.